# Städtische Museen Heilbronn

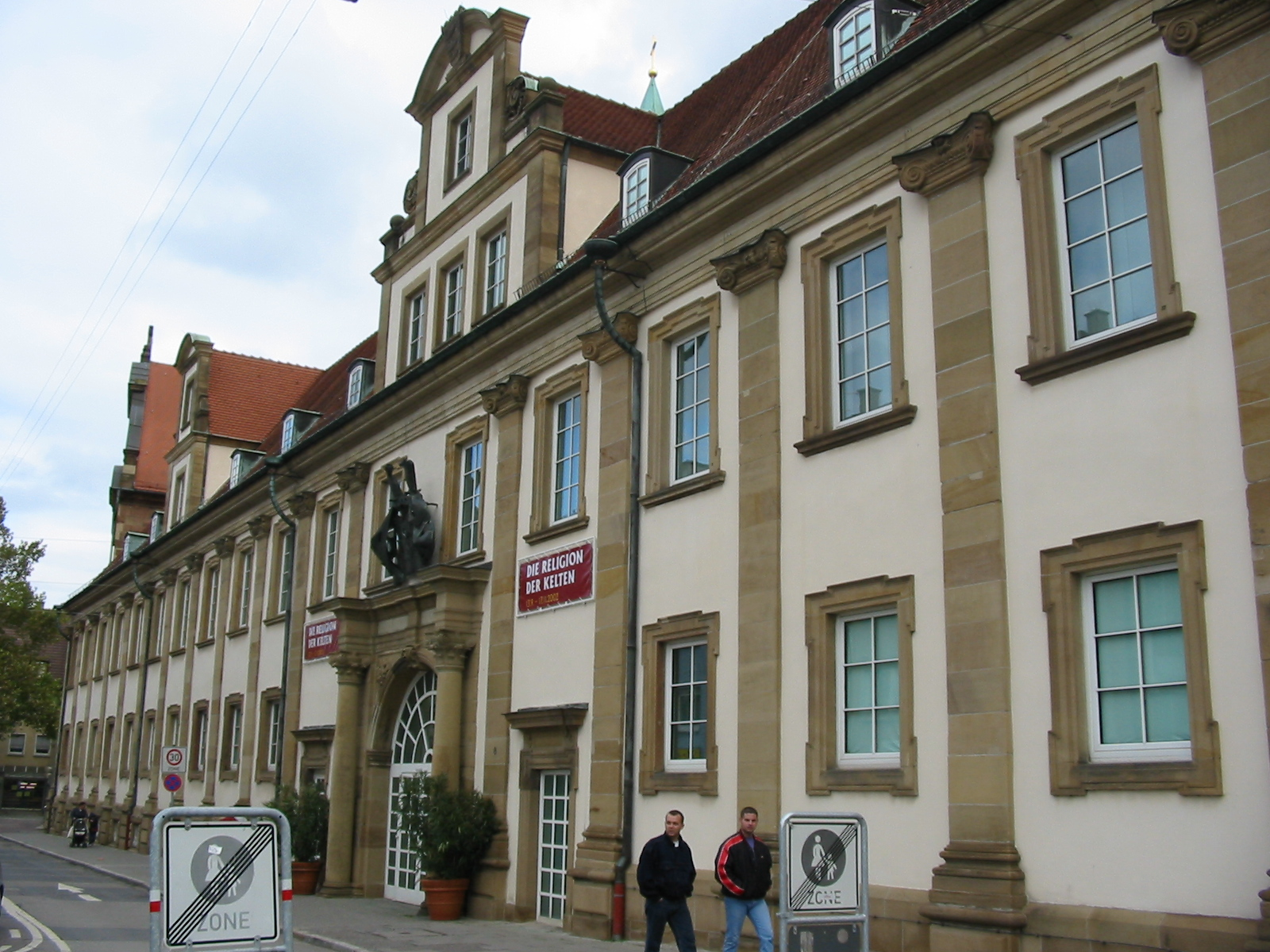
Haupteingang zum Museum im Deutschhof in Heilbronn (2002)

Die Städtischen Museen Heilbronn sind ein Verbund verschiedener Museen der Stadt Heilbronn. Der Sitz der Museen befindet sich im Deutschhof. Die Schwerpunkte des Museums im Deutschhof liegen auf den Bereichen Archäologie, Kulturgeschichte und Kunst. Das Museum im Deutschhof ist seit 2012 baulich mit dem Haus der Stadtgeschichte des Heilbronner Stadtarchivs verbunden. Zu den städtischen Museen zählt auch die 2010 eröffnete Kunsthalle Vogelmann, die als Erweiterungsbau der städtischen Festhalle Harmonie an der Allee errichtet wurde und gemeinsam mit dem Kunstverein Heilbronn betrieben wird.

## Geschichte

### Ursprünge der Heilbronner Museen

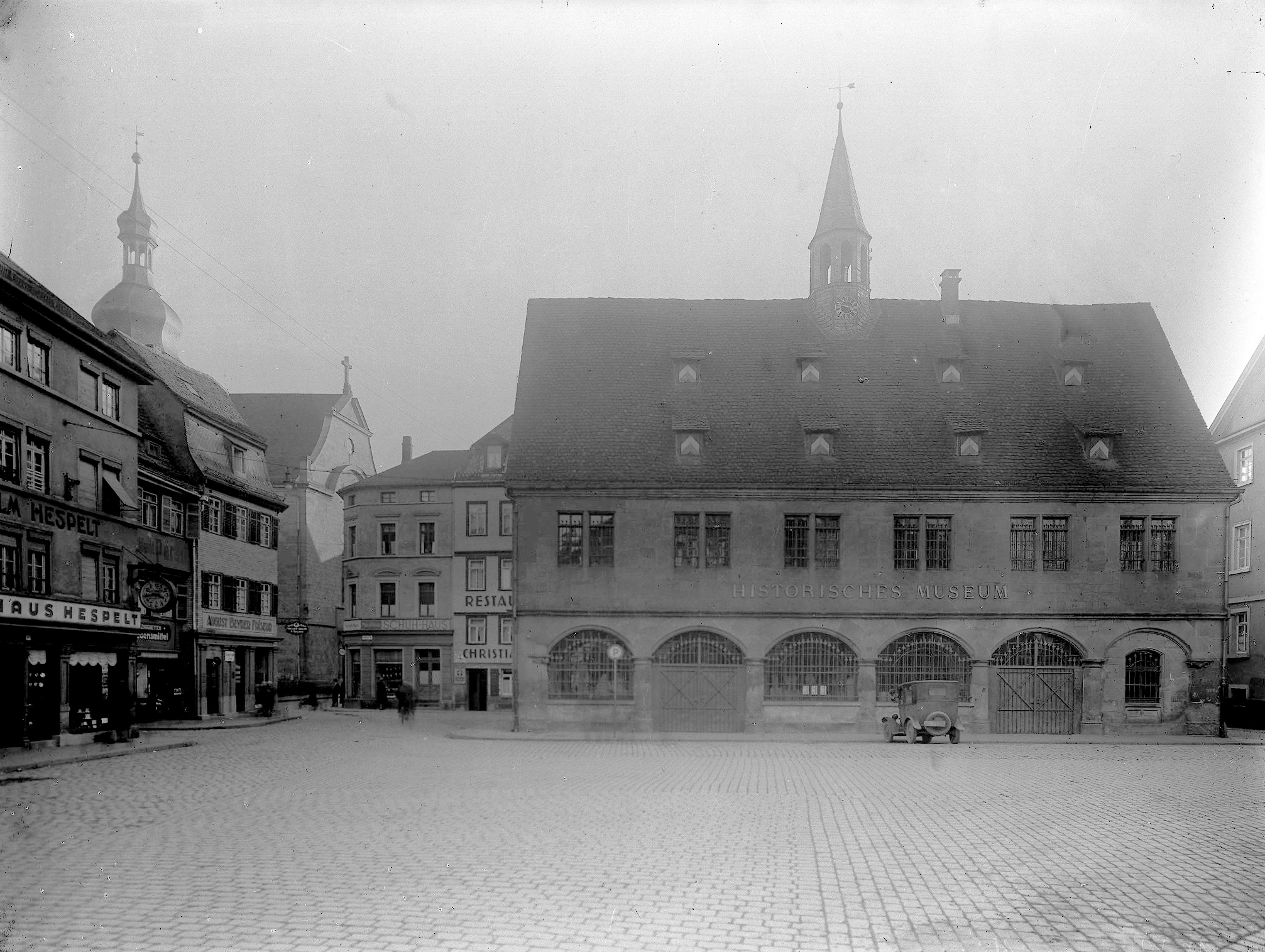
Das Fleischhaus war ab 1879 das erste Museumsgebäude in Heilbronn (Foto von Paul Kemmler vor 1929)

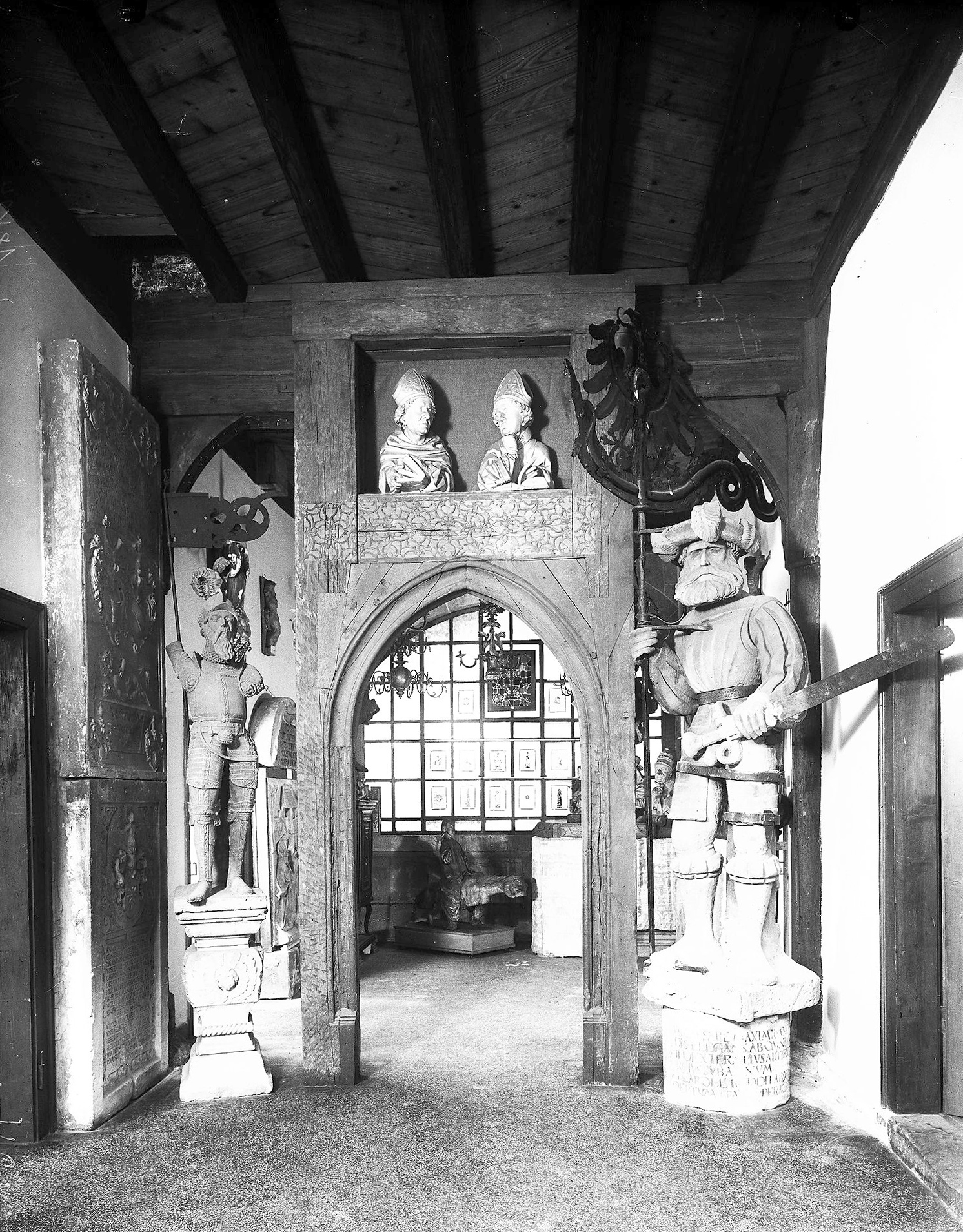
Innenansicht des Historischen Museums im Fleischhaus (Foto von Paul Kemmler vor 1929)

Das Heilbronner Museumswesen ist relativ jung, da es in der ehemaligen Reichsstadt keine herrschaftliche Kunstkammer oder Ähnliches gegeben hatte und sich die städtische Sammeltätigkeit bis ins 19. Jahrhundert auf Handschriften, Bücher und Noten beschränkte. Am 27. Februar 1876 wurde in Heilbronn der Historische Verein Heilbronn gegründet. Die Stadt Heilbronn stellte diesem Verein im Mai 1876 Räumlichkeiten im ersten Stock des Heilbronner Fleischhauses für ein künftiges Historisches Museum zur Verfügung. Im Dezember 1876 erging ein Sachspendenaufruf an die Bevölkerung. Eröffnet wurde das Historische Museum am 24. Juni 1879. Nachdem der Sammlungsbestand anfangs noch relativ klein war und das Museum auch nur über die Sommermonate jeweils nur jeden zweiten Sonntag von 11 bis 12 Uhr geöffnet hatte, erfuhr es durch den seit 1899 als Vorsitzenden des Historischen Vereins amtierenden Stadtarzt Alfred Schliz (1849–1915) bis zu dessen Tod im Jahr 1915 eine bedeutende Erweiterung mit vor allem vor- und frühgeschichtlichen Funden sowie aus weiteren Sachspenden aus der Bevölkerung. Im Mai 1905 wurde das Museum nach einer Umgestaltung neu eröffnet. 1906 umfasste der Bestand des Museums bereits rund 3000 Exponate, davon rund 1200 zur Vor- und Frühgeschichte. Im Jahr 1907 vereinbarten der Historische Verein und die Stadt Heilbronn längere Öffnungszeiten des Museums. 1910 wurde auf eine Initiative von Alfred Schliz hin das Robert-Mayer-Zimmer zum Gedenken an den in Heilbronn geborenen Physiker Robert Mayer (1814–1878) eingerichtet. Zu den Exponaten in diesem Zimmer zählten vor allem persönliche Hinterlassenschaften Mayers. Nach Schliz’ Tod übernahm Moriz von Rauch (1868–1928) die Leitung des Historischen Vereins und damit auch die des Museums. Ein spektakulärer Zwischenfall ereignete sich im September 1919, als nahezu die gesamte, 600 Exponate umfassende Münzsammlung des Museums gestohlen wurde. Die Besucherzahlen des Historischen Museums stiegen in den Jahren bis 1921 auf rund 4800 Besucher pro Sommerhalbjahr an. Nach 1921 waren die Besucherzahlen dann jedoch stark rückläufig. 1931 gab es nur noch 300 Besucher. Als Grund wird die totale Überfüllung der Räume genannt.
Der 1913 in Heilbronn gegründete Unterländer Zweigverein des Vereins für Vaterländische Naturkunde in Württemberg strebte sofort nach seiner Gründung den Aufbau eines naturkundlichen Museums an. Zu diesem Zweck nahm 1914 ein Naturwissenschaftlicher Museumsverein seine Arbeit auf. Anlässlich des 100. Geburtstages von Robert Mayer erhielt der Verein Räumlichkeiten in der eigens für diesen Zweck aufgestockten ehemaligen Leichenhalle im Alten Friedhof. Dort wurde 1916 das Robert-Mayer-Museum für Naturkunde eröffnet. Im Erdgeschoss wurden erdgeschichtliche, im Obergeschoss zoologische Exponate gezeigt. Der Historische Verein stiftete dem neuen Museum die Mineralien- und Petrefaktensammlung des Heilbronner Spitalarztes Ernst Friedrich Theodor Roman (1828–1862).
Der Heilbronner Oberbürgermeister Emil Beutinger (1875–1957) besaß eine umfangreiche private Weinbausammlung. Aus seinen Beständen wurde schließlich 1921 ein Weinbau-Museum im Schülerheim des Karlsgymnasiums in der Karlstraße 44 eröffnet, das Beutinger bis 1933 auch selbst verwaltete. Beutinger regte außerdem die Errichtung eines Bienenmuseums an.
Bereits in den frühen 1920er Jahren zeichneten sich verschiedene Probleme in den Heilbronner Museen ab. Zu der bereits erwähnten rückläufigen Besucherzahl im Historischen Museum kam die Finanznot der Einrichtungen, die auf städtische Zuschüsse angewiesen waren, sowie die Raumnot in den vorhandenen Gebäuden. Das Robert-Mayer-Museum für Naturkunde hatte seit dem Erwerb der umfangreichen Fossilien- und Mineraliensammlung des Calwer Bergrats Schütz akuten Raummangel. Die Neckar-Zeitung berichtete wiederholt über Pläne zur Neuordnung der Heilbronner Museen. 1928 erwog man die Schaffung eines größeren Museums in den Gebäuden am Heilbronner Hafenmarkt, 1929 schlug man das Bläß’sche Palais als Zentralmuseum vor.

### Neuordnung der Museen ab 1933

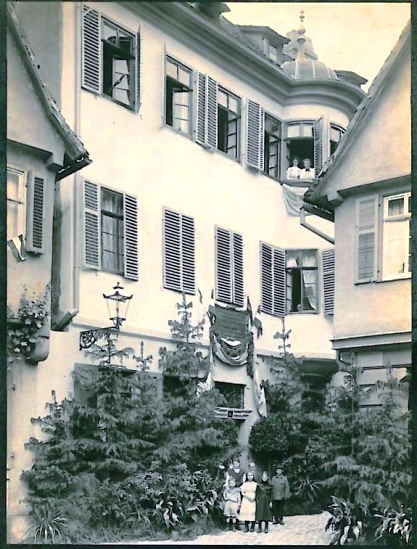
Im Wohnhaus von Robert Mayer befand sich ab 1938 kurzzeitig ein eigenes Robert-Mayer-Museum (Foto von 1901)

Unter Alfred Schliz junior, der den Historischen Verein ab 1933 leitete, fand von 1933 bis 1936 eine Neuordnung der Heilbronner Museen statt. Das Schülerheim in der Karlstraße 44 wurde inzwischen nicht mehr als solches genutzt, so dass die Stadt 15 beleuchtete und beheizbare Räume darin für museale Zwecke zur Verfügung stellen konnte. Das Robert-Mayer-Museum für Naturkunde wechselte vom Alten Friedhof in die Räumlichkeiten in der Karlstraße und konnte dort schwerpunktmäßig seine geologische Sammlung präsentieren, außerdem zoologische Exponate, Objekte aus den Missions- und Kolonialgebieten sowie den im Aufbau begriffenen Bestand für das geplante Bienenzuchtmuseum und Exponate zum Weinbau. Die Neueinweihung des Robert-Mayer-Museums für Naturkunde in den neuen Räumlichkeiten fand am 13. Januar 1935 statt.
In den freigewordenen Räumlichkeiten im Alten Friedhof wurde am 21. Dezember 1935 das Alfred-Schliz-Museum für heimische Vor- und Frühgeschichte eröffnet, das nach Alfred Schliz senior benannt war und Grabungsfunde von der Steinzeit bis hin zur alemannisch-fränkischen Siedlungszeit präsentierte.
Am 6. Dezember 1936 öffnete schließlich auch das Historische Museum im Fleischhaus wieder seine Pforten. Dort konzentrierte man sich künftig vor allem auf stadtgeschichtliche und volkskundliche Exponate sowie das Robert-Mayer-Zimmer und wechselnde Sonderausstellungen. Insgesamt bestanden 1936 fünf Sammlungen in 24 Räumen. 1938 kamen die Exponate zu Robert Mayer vorübergehend in ein eigenes Robert-Mayer-Museum in Robert Mayers Wohnhaus am Kirchhöfle 13, das man jedoch bald wieder aufgab, wonach die Exponate ins Historische Museum zurückkehrten.

### Zerstörung im Zweiten Weltkrieg
Im Zweiten Weltkrieg wurden beim Luftangriff auf Heilbronn vom 4. Dezember 1944 alle Heilbronner Museen zerstört. Die örtliche NSDAP-Führung hatte sich zuvor nicht bereit gezeigt, Geld oder Logistik zur Auslagerung von Beständen zu bewilligen. Mit den Baulichkeiten waren daher auch etwa 90 % der Sammlungsbestände vernichtet worden. Zu den wenigen auf die Initiative des ehrenamtlichen Museumsleiters Hellmut Braun und des Archivangestellten Alexander Renz ausgelagerten und daher erhaltenen Objekten zählen die Handbücherei und Nachlassobjekte von Robert Mayer sowie verschiedene einzelne Gegenstände und Bilder des Historischen Museums, die im Kloster Schöntal, im Schloss Domeneck, im Unterschloss Bonfeld und im Gut Seehof die Zerstörung Heilbronns überdauerten. Das Gebäude in der Karlstraße 44 und die darin befindlichen Sammlungen waren ein Totalverlust, während sich unter den Trümmern des Fleischhauses und des Schliz-Museums ein kleiner Teil meist steinerner Exponate erhalten konnte.
Zum Wiederaufbau der Sammlungen ergingen bereits im November 1945 Aufrufe zu Sachspenden an die Bevölkerung. Die Stadt erklärte sich auch zum Ankauf von stadtgeschichtlich bedeutsamen Objekten bereit. Im Dezember 1945 meldete der seit 1933 mit dem Museum verbundene Lehrer und Heimatforscher Wilhelm Mattes (1884–1960) die Bergung von 300 Objekten aus dem zerstörten Schliz-Museum im Alten Friedhof. Eine weitere Bergungskampagne in der Ruine schloss sich im Mai/Juni 1946 an. Das Gebäude wurde später vollends abgetragen. Unterdessen hatte man auch in der Ruine des Fleischhauses die erhaltenen Bestände geborgen und neu aufgestellt. Einige steinerne Denkmale wurden in der Ruine mit improvisierten Schutzdächern versehen. Im März 1947 berichtete das Bürgermeisteramt dem Württembergischen Landesmuseum über die Zerstörung von Exponaten während des Krieges, aber auch über Diebstähle in der Zeit seit der Zerstörung.
Im November 1947 begann der zaghafte Wiederaufbau mit der Neugründung des Historischen Vereins und einer vom Stadtarchiv Heilbronn veranlassten Aufstellung der geretteten Kultur- und Museumsgüter. Das Stadtplanungsamt erwog unterdessen, die Ruine des Fleischhauses an private Investoren zur Errichtung eines Lebensmittelladens freizugeben. Auf die Intervention des damaligen Vorstandes des Historischen Vereins hin, des Bankdirektors Georg Rümelin, konnte die Umnutzung schließlich abgewendet werden, so dass das Fleischhaus für das Historische Museum wiederaufgebaut wurde. Am 5. April 1950 wurde das Richtfest begangen.

### Neubeginn im Fleischhaus

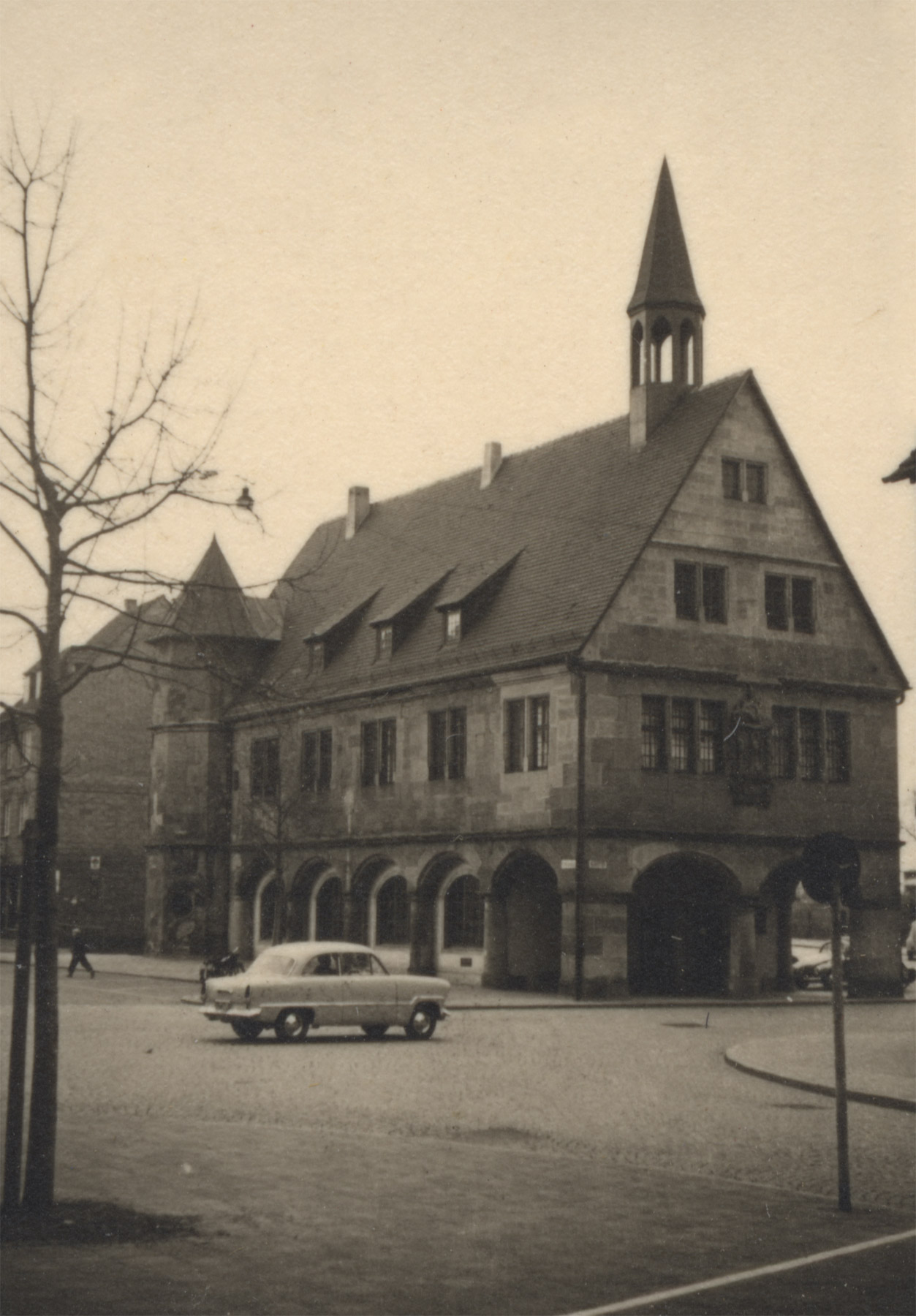
Das wiederaufgebaute Fleischhaus in den 1950er Jahren

Im November 1951 kamen die Stadt und der Historische Verein überein, dass sämtliche erhaltenen und künftigen Objekte des Historischen Museums in den Besitz der Stadt übergehen und vom Historischen Verein treuhänderisch verwaltet werden. Die ehrenamtliche Aufgabe des Aufbaus der Sammlungen übernahm Wilhelm Mattes. Für seine Verdienste erhielt er 1959 den Ehrenring der Stadt Heilbronn.
Der Wiederaufbau des Fleischhauses zog sich bis 1953 hin. Neben dem Historischen Museum beherbergte das Gebäude in jener Zeit in zum Teil unausgebauten Räumen auch Ausstellungen des Heilbronner Künstlerbunds und des Heilbronner Kunstvereins. Auch das Stadtarchiv bezog im März 1952 im Obergeschoss des Gebäudes sein Quartier. 1953 wurde das Robert-Mayer-Archiv und -Museum im Nordwestraum des ersten Stockes eingeweiht. 1954 erhielt das städtische Fremdenverkehrsamt einen Raum im Erdgeschoss des Gebäudes. 1955 schließlich konnte das Historische Museum die von Wilhelm Mattes erarbeitete Ausstellung zur Vor- und Frühgeschichte im Erdgeschoss des Gebäudes eröffnen und seine Ausstellungsfläche 1957 nach dem Auszug des Fremdenverkehrsamtes vergrößern. In den hinzugekommenen Flächen im Erdgeschoss wurden stadtgeschichtliche Exponate gezeigt.
Mitte der 1950er Jahre gab es Überlegungen zur weiteren Wiederherstellung der Museen in Heilbronn. Im Bereich der Kunst boten sich mangels historischer Exponate vor allem eine Konzentration auf die Sammlung moderner Malerei und Plastik an oder aber die Eröffnung einer Kunsthalle für Wechselausstellungen von Leihwerken. Altbürgermeister Beutinger, der in den 1920er Jahren den Grundstock für das Weinbau- und Bienenmuseum gelegt hatte, trat für die Neugründung eines Weinbaumuseums ein. Baurat Willi Zimmermann brachte 1954 ein Neckarmuseum ins Gespräch. Wilhelm Mattes begrüßte die Vorschläge, mahnte aber auch zur Beachtung der bescheidenen Gegebenheiten und forderte die Beibehaltung des Schwerpunkts auf Vor- und Frühgeschichte. Nach seinem Tod 1960 wurde der Lehrer und Heimatforscher Werner Heim (1906–1978) nebenamtlicher Leiter des Museums. Heim verstärkte die Sammel- und Ausstellungstätigkeit vor allem im Bereich der Stadtgeschichte. Er erwarb ein 13 Quadratmeter großes Altstadtmodell von Heilbronn, Neckarschiff-Modelle, Porzellan, Zinnobjekte, Waagen und Gewichte und vieles mehr. Für Ausstellungen nutzte er auch Flächen im Heilbronner Rathaus, im Schießhaus oder im Konzert- und Kongresszentrum Harmonie.
In den 1960er Jahren fanden verschiedene Renovierungen und Umbauten am Fleischhaus statt, nicht zuletzt auch wegen des im Januar 1967 abgeschlossenen Auszugs des Stadtarchivs, woraufhin das Historische Museum zwei Stockwerke als Ausstellungsfläche nutzen konnte. Am 22. März 1967 wurde das renovierte Fleischhaus wiedereröffnet. Exponate zur Vor- und Frühgeschichte nahmen das Erdgeschoss ein, Stadtgeschichte und Wechselausstellungen das erste Obergeschoss. Im ersten Jahr nach der Wiedereröffnung wurden rund 24.000 Besucher gezählt, der 100.000ste Besucher konnte 1972 begrüßt werden.
Die Konzeption des Museums lag weiterhin schwerpunktmäßig auf Vor- und Frühgeschichte, wofür man 1961 Gustav Scholl (1895–1980) als Kustos berief. In einer gemeinsam von Stadt- und Landkreis Heilbronn geschaffenen Stelle war der Vor- und Frühgeschichtler Robert Koch von 1969 bis 1975 am Museum mit Grabungen und der Veröffentlichung von Fundberichten beschäftigt. Von 1970 bis 1974 fanden außerdem elf Kunstausstellungen mit regionalem Bezug im Historischen Museum statt, darunter Werke von Hermann Busse, Maria Fitzen-Wohnsiedler, Clara Vogedes, Richard Hohly und Walter Maisak. Weitere Ausstellungen jener Zeit widmeten sich kulturgeschichtlichen Themen wie der Geschichte der regionalen Zeitungen, dem Alten Heilbronner Stadttheater oder regionalen Bauernmöbeln.

### Neuorientierung ab den 1970er Jahren

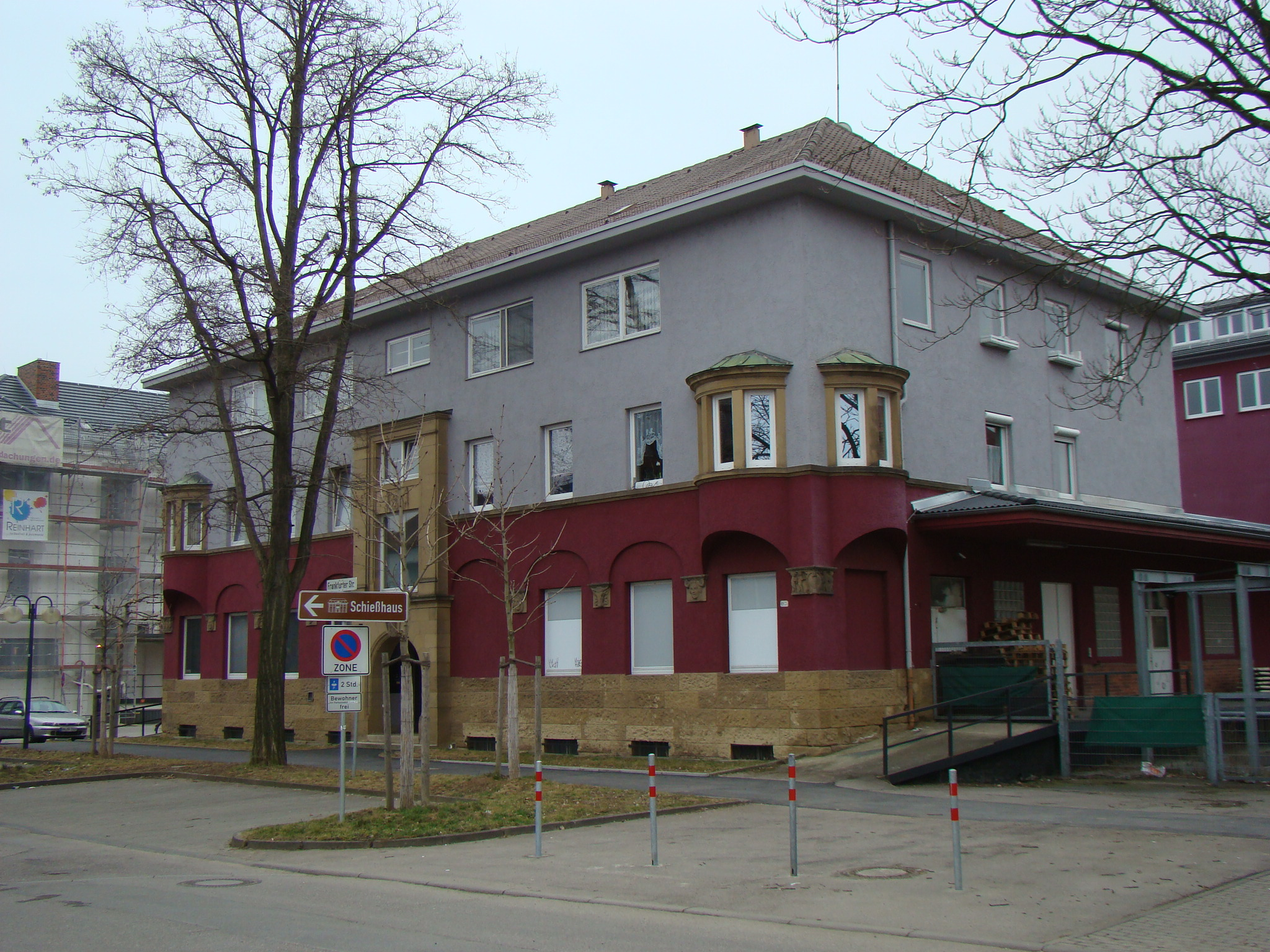
Der Alte Milchhof war von 1983 bis 2004 Sitz des Neckarschifffahrtsmuseums (Foto von 2012)

Bereits 1970 sah Werner Heim die künftige Entwicklung des Heilbronner Museums in einer Aufteilung der Sammlungsbereiche. Neben Vor- und Frühgeschichte sollten die Stadtgeschichte mit der Geschichte der Neckarschifffahrt sowie des Salzhandels und Salzbergbaus am unteren Neckar, eine Unterländer Galerie, eine Sammlung zu Weinbau und Volkskunde sowie verschiedene Spezialsammlungen gleichberechtigt nebeneinander stehen.
De Abkehr vom bisherigen vor- und frühgeschichtlichen Schwerpunkt vollzog sich 1977, als der Kunsthistoriker Andreas Pfeiffer zum ersten hauptamtlichen Museumsleiter bestellt wurde. Mit der Änderung des Namens von Historisches Museum zu Städtische Museen Heilbronn gab man 1979 der neuen mehrdimensionalen Ausrichtung der städtischen Sammlungen auch formell Ausdruck.
Pfeiffer führte bis 1991 35 Kunstausstellungen durch, die ihren Schwerpunkt vor allem auf Skulpturen des 19. und 20. Jahrhunderts hatten. Besondere Beachtung fand die Ausstellung Natur – Figur – Skulptur anlässlich der Landesgartenschau 1985 mit einer 1700 Meter langen Skulpturenallee zwischen Innenstadt und Gartenschaugelände mit 74 Figuren von 49 Künstlern. Unter Pfeiffers Leitung erwarb die Stadt Heilbronn 51 zeitgenössische Skulpturen. Viele der damaligen Erwerbungen zählen zu den heute im öffentlichen Raum befindlichen Skulpturen in Heilbronn.
Unter Leitung des Vor- und Frühgeschichtlers Rolf Hermann, der als wissenschaftlicher Mitarbeiter ans Historische Museum kam und später das Naturhistorische Museum leitete, erwarb das Museum 1978 die bedeutende Trias-Sammlung des Güglinger Oberforstrats Otto Linck (1892–1985), der zu seinem 90. Geburtstag 1982 zudem mit einer Sonderausstellung gewürdigt wurde. Weitere bedeutende Sammlungszuwächse waren die Mineraliensammlung der Unternehmerwitwe Heida Ackermann, deren Erben die Sammlung 1983 dem Museum stifteten, sowie Teile der paläontologischen Sammlung von Rudolf Mundlos (1918–1988), der zu seinem 65. Geburtstag 1983 auch mit einer Ausstellung gewürdigt wurde.
Wie die anderen Sammlungszweige bekam auch das Archäologische Museum in den 1980er Jahren eine hauptamtliche Leitung.
1980 wurde von Willi Zimmermann das Raumprogramm für das seit Jahrzehnten angedachte Neckarschifffahrtsmuseum erstellt, das 1983 Räume im Alten Milchhof in der Frankfurter Straße bezog. 1990 kam im Milchhof noch eine Dauerausstellung zum Heilbronner Weinbau hinzu.
1986 erstellte die Stadt eine Rahmenkonzeption für ein Robert-Mayer-Museum im 1936 erbauten Speichergebäude Hagenbucher. Die Pläne wurden 1995 nochmals konkretisiert, aber nie verwirklicht. Der Hagenbucher, der ab 1999 auch für verschiedene weitere Museumsprojekte im Gespräch war, wurde stattdessen aus Kostengründen zumeist nur als Lager und als Aktionsraum der Neuen Kunst im Hagenbucher genutzt, bevor dort 2009 nach umfangreichem Umbau letztlich das Science Center Experimenta einzog.
Mit dem Ankauf eines Bozzettos von Aristide Maillol begann 1987 die langjährige finanzielle Unterstützung der Heilbronner Museen durch Ernst Vogelmann, den ehemaligen Inhaber der Cillichemie GmbH.

### Umzug in den Deutschhof

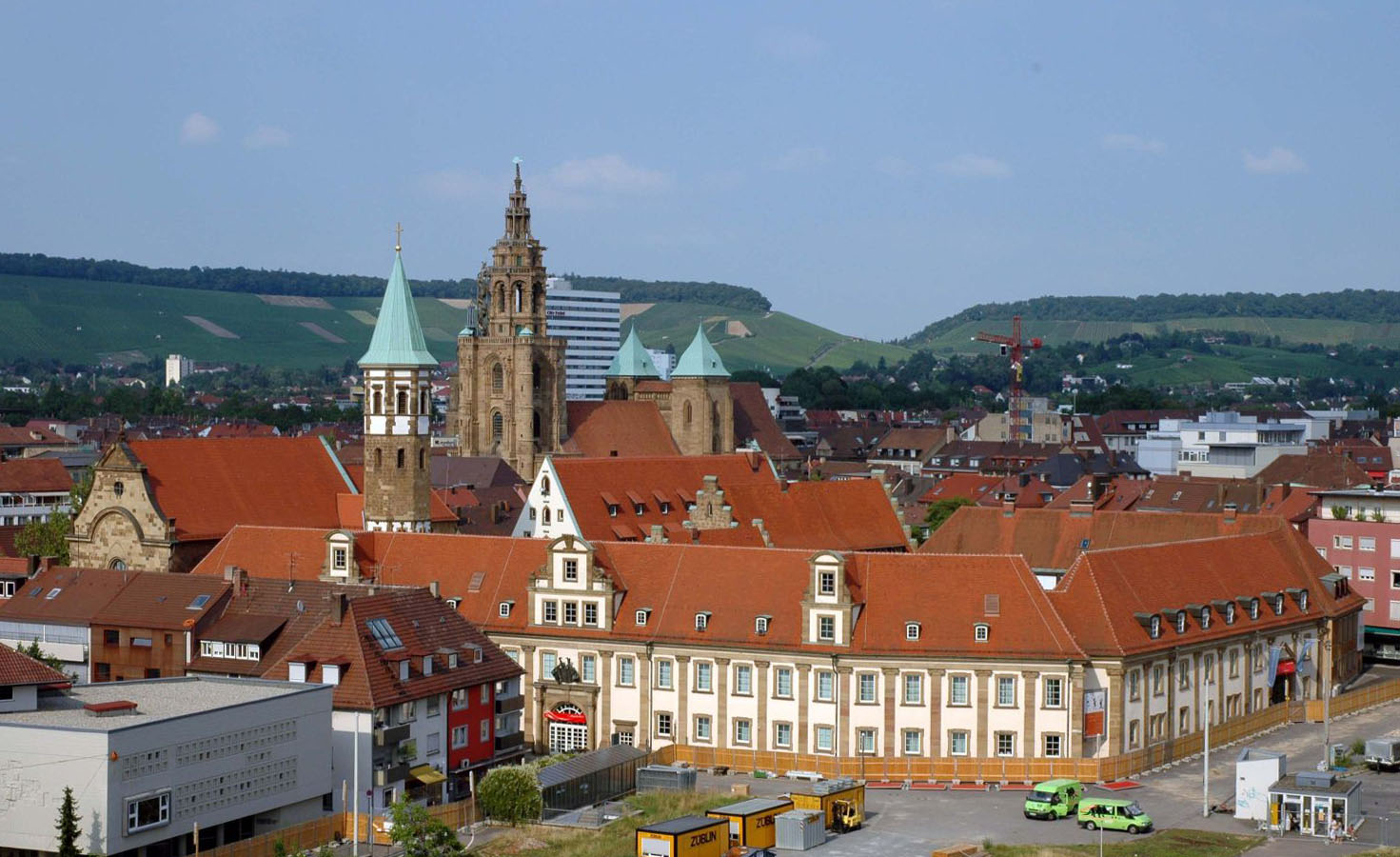
Der Deutschhof ist heute Sitz der Städtischen Museen und des Stadtarchivs (Foto von 2006)

Der Deutschhof, eine ehemalige Kommende des Deutschen Ordens und einer der ältesten Siedlungskerne der Stadt, war wie die gesamte Heilbronner Innenstadt beim Luftangriff vom 4. Dezember 1944 zerstört worden. 1958 beschloss die Stadt den Wiederaufbau als Kulturzentrum mit Stadtbücherei, Archiv, Ausstellungsräumen und Volkshochschule. Der Wiederaufbau der gesamten Anlage verlief in mehreren Abschnitten und war erst 1977 mit der Fertigstellung des Archivgebäudes abgeschlossen. Das Stadtarchiv verfügte dort künftig über eigene Ausstellungsflächen, wo unter anderem das  1963/64 erbaute und zuvor in der Eingangshalle des Heilbronner Rathauses aufgestellte, 3 × 4,35 Meter große Modell der alten Reichsstadt zu sehen war.
Im Juni 1990 wechselte die vor- und frühgeschichtliche Sammlung der Museen vom Fleischhaus in den Deutschhof. 1991 wurden dort auch das Archäologiemuseum, die Dauerausstellung mit Skulpturen sowie eine Ausstellung zur Stadt- und Industriegeschichte eröffnet. Im Deutschhof rückten künftig auch museumspädagogische Angebote in den Vordergrund. Im selben Gebäudekomplex waren im Stadtarchiv seit den frühen 1990er Jahren unterdessen die beiden Dauerausstellungen Heilbronner Schauplätze bzw. Der Vergangenheit nachgespürt zu sehen.
1992 wurde Dieter Brunner Ausstellungsleiter der Städtischen Galerie. In den ersten zwölf Jahren bis 2003 fanden rund 100 Sonderausstellungen mit Schwerpunkt Kunst statt. Ebenfalls 1992 wurde Joachim Hennze Leiter des Museums im Milchhof.
Zum Leiter des im Fleischhaus verbliebenen Naturhistorischen Museums, das 1993 seinen einmillionsten Besucher seit der Wiedereröffnung 1967 begrüßen konnte, wurde im September 1993 Wolfgang Hansch. Das Fleischhaus wurde 1996 bis 1998 saniert und danach mit Schwerpunkten auf der Darstellung des Regionalverbandes Heilbronn-Franken als Trias-Landschaft sowie überregionale erdgeschichtliche Themen neu eröffnet. Von 1994 bis 2004 fanden im Fleischhaus außerdem 18 Sonderausstellungen statt, unter denen die Ausstellung Eiszeit im Jahr 2000 die meisten Besucher hatte.
2003 wurden die Städtischen Museen als Kulturinstitut in das Schul-, Kultur- und Sportamt der Stadt Heilbronn eingegliedert. Im Jahr 2004 trat der Kunsthistoriker Marc Gundel die Nachfolge von Andreas Pfeiffer als Leiter der städtischen Museen an. Im selben Jahr wurden die Museen im Milchhof aus Kostengründen geschlossen. Das städtische Lapidarium befindet sich weiterhin dort.

### Gegenwart

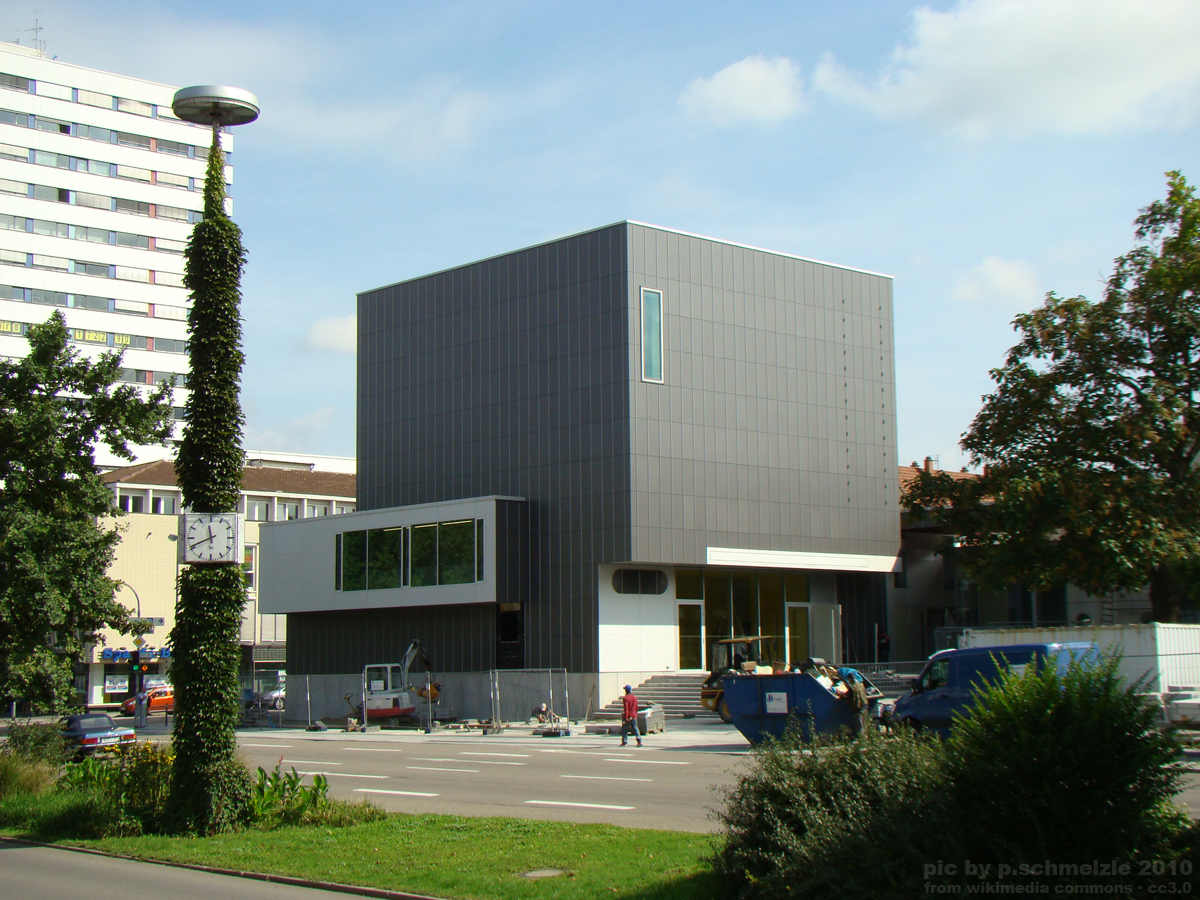
Kunsthalle Vogelmann (2010)

2009 verließ das Naturhistorische Museum das Fleischhaus und siedelte mit seinen Beständen ebenfalls in den nahen Deutschhof über, während ein Teil der dortigen Kunstbestände in die 2009/10 als Erweiterungsbau des Konzert- und Kongresszentrums Harmonie errichtete und gemeinsam mit dem Heilbronner Kunstverein betriebene Kunsthalle Vogelmann verlagert wurde. Ihren Namen erhielt die Kunsthalle nach dem langjährigen Mäzen der Heilbronner Museen, dessen Stiftung sich mit einer Spende in Höhe von einer Mio. Euro an den Baukosten beteiligt hatte. Eröffnet wurde die Kunsthalle am 2. Oktober 2010 mit der Ausstellung Beuys für alle! Auflagenobjekte und Multiples, in der rund achtzig Multiples von Joseph Beuys aus der Sammlung der Ernst Franz Vogelmann-Stiftung gezeigt wurden, die diese im Jahr 2007 als Dauerleihgabe für die Stadt Heilbronn erworben hatte.
Im Sommer 2012 fand eine größere Umgestaltung der Dauerausstellung statt. Seitdem das Heilbronner Stadtarchiv mit einer großzügigen Spende des Unternehmers Otto Rettenmaier von 2010 bis 2012 seine bisherige stadtgeschichtliche Dauerausstellung im Deutschhof zum Haus der Stadtgeschichte umgebaut hat, sind die Ausstellungsräume der Städtischen Museen und des Stadtarchivs baulich verbunden. Die bauliche Anbindung des Museums an die Archivausstellung führte zu einer Umgestaltung der stadtgeschichtlichen Ausstellung des Museums und nicht zuletzt auch zu einer Erweiterung und Angleichung der Öffnungszeiten beider Institutionen.

## Sammlungen
Die archäologische Sammlung der Städtischen Museen Heilbronn umfasst Bodenfunde aus der Umgebung, die vor allem im Gebiet des fruchtbaren Neckarbeckens schon seit der Jungsteinzeit besiedelt ist. Die ältesten Exponate, 600.000 Jahre alte Tierknochen, stammen aus den Frankenbacher Schottern. Die Schwerpunkte des Sammlungsbereichs liegen auf Funden aus der Steinzeit und der Römerzeit, die gesamte Sammlung deckt jedoch Exponate aller Epochen bis in die Neuzeit ab. Zu den herausragenden Objekten gehört Frauenschmuck aus dem zweiten vorchristlichen Jahrtausend aus einem Hügelgrab bei Heilbronn-Klingenberg, die Replik des im Zweiten Weltkrieg zerstörten Heilbronner Beinkästchens als eines der frühesten regionalen Zeugnisse des Christentums, die museal aufbereitete Grabstätte des Horkheimer Reiters aus dem späten 6. Jahrhundert sowie ein filigran gefertigter Lederschuh aus dem 13. Jahrhundert, der 1961 bei Grabungen auf dem Heilbronner Marktplatz gefunden wurde. Ein eigener Ausstellungsbereich widmet sich dem Massaker von Talheim, das aufgrund von 34 jungsteinzeitlichen Skelettfunden rekonstruiert werden konnte.
Die kulturhistorische Sammlung hat ihre Schwerpunkte auf der Nutzung des Neckars bei Heilbronn, der Heilbronner Papierindustrie und der Silberwarenfabrik Peter Bruckmann & Söhne sowie weiteren Heilbronner Industriepionieren.
Die Kunstsammlung hat einen Schwerpunkt auf Kleinplastiken und Bozzetti sowie auf Malerei und Grafik mit regionalen Bezügen. Zu den ausgestellten Kleinplastiken zählen Werke von international renommierten Künstlern wie Ernst Barlach, Käthe Kollwitz, Wilhelm Lehmbruck, Henri Matisse, Henry Moore und Auguste Rodin, aber auch zahlreiche Objekte regional tätiger Künstler wie Erich Henschel, Gunther Stilling und Erwin Wortelkamp. Unter den regionalen Malern sind unter anderem der Historienmaler und Porträtist Heinrich Friedrich Füger und die in der zweiten Hälfte des 20. Jahrhunderts tätige Hal Busse, unter den Grafikern die im 19. Jahrhundert als Lithographen tätigen Gebrüder Wolff mit zahlreichen Exponaten vertreten. Zum Sammlungsbestand zählen außerdem mehr als 70 Großplastiken, die sich im gesamten Stadtgebiet im öffentlichen Raum befinden.

## Publikationen
Die Städtischen Museen Heilbronn begannen 1969 mit der Herausgabe der Heilbronner Museumshefte eine äußerst rege Publikationstätigkeit. Zu den Museumsheften kamen seit den 1970er Jahren weit über 100 Kataloge zu Sonderausstellungen hinzu, außerdem geben die Städtischen Museen das seit 1991 in loser Folge, etwa ein bis zwei Mal jährlich erscheinende Magazin museo heraus.